# Platycheirus tatricus
Platycheirus tatricus är en tvåvingeart som beskrevs av Dusek och Laska 1982. Platycheirus tatricus ingår i släktet fotblomflugor, och familjen blomflugor. Inga underarter finns listade i Catalogue of Life.